# Oreocyba elgonensis
Espèce
Synonymes
- Rhaebothorax elgonensis Fage, 1936

Oreocyba elgonensis est une espèce d'araignées aranéomorphes de la famille des Linyphiidae.

## Distribution
Cette espèce se rencontre au Kenya et en Ouganda.

## Étymologie
Son nom d'espèce, composé de elgon et du suffixe latin -ensis, « qui vit dans, qui habite », lui a été donné en référence au lieu de sa découverte, le mont Elgon.

## Publication originale
- Fage & Simon, 1936 : Arachnida. III. Pedipalpi, Scorpiones, Solifuga et Araneae (1re partie). Mission scientifique de l'Omo. Mémoires du Musée d'Histoire Naturelle, Paris, vol. 4, p. 293-340.